# Восточный шилоклювый медосос
Восточный шилоклювый медосос (лат. Acanthorhynchus tenuirostris) — вид воробьиных птиц из семейства медососовых (Meliphagidae). Встречается в восточной части Австралии, на острове Тасмания, а также на близлежащих островах.
Питается нектаром множества растений, включая цветки эвкалипта (Eucalyptus), Amyema, некоторых представителей эпакриса (Epacris), банксий (Banksia), Lambertia formosa и Grevillea speciosa; помимо нектара питается беспозвоночными. Потомство выводит в августе — декабре.

## Классификация
Выделяют 4 подвида:
- Acanthorhynchus tenuirostris cairnsensis Mathews, 1912
- Acanthorhynchus tenuirostris dubius Gould, 1837
- Acanthorhynchus tenuirostris halmaturinus A. G. Campbell, 1906
- Acanthorhynchus tenuirostris tenuirostris (Latham, 1801)

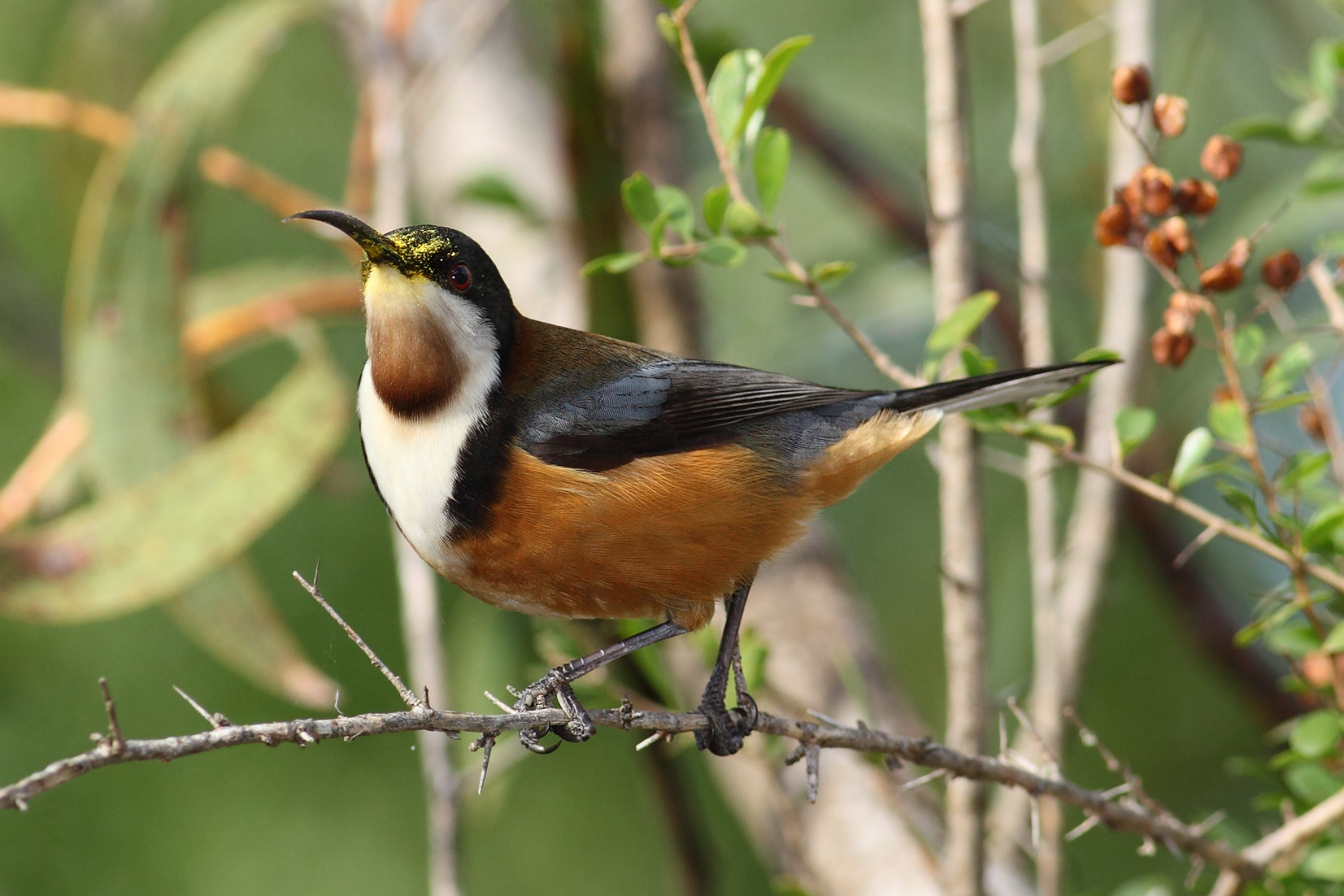
Самец
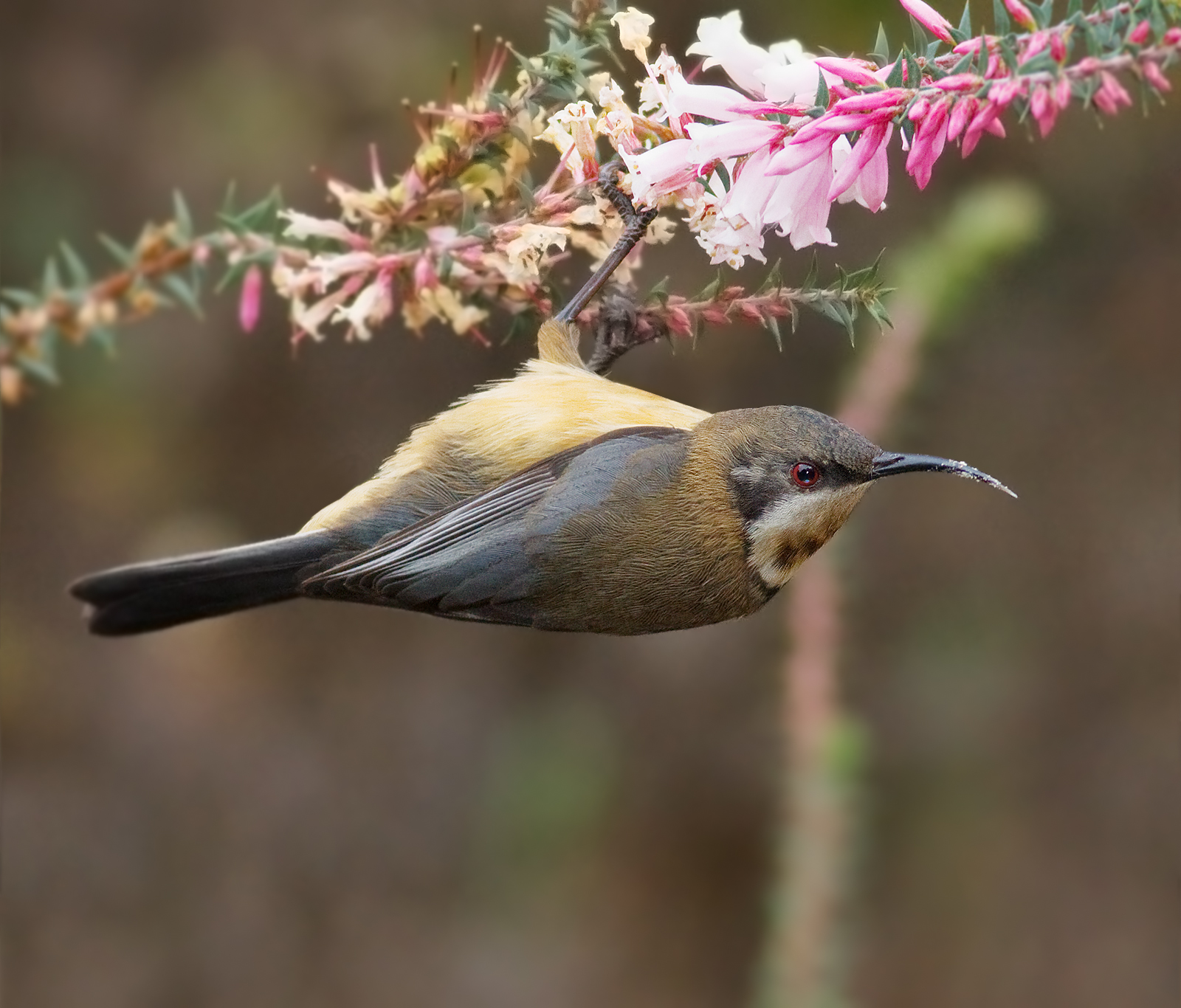
Самка